# Fotschertal
Das Fotschertal, im Großraum Innsbruck nur die Fotsch, im Sellraintal "der Fotscher", genannt, ist ein Seitental des Sellraintals im österreichischen Bundesland Tirol. Das Tal in den nördlichen Stubaier Alpen zieht vom 908 m ü. A. hoch gelegenen Ort Sellrain in einer Länge von etwa 15 Kilometern nach Süden. Im Talschluss ist unter der 3087 m ü. A.  Meter hohen Hohen Villerspitze ein kleiner Gletscher, der Fotscher Ferner, eingelagert. Die schroffe Hohe Villerspitze am südlichen Ende des Tals ist zugleich auch der höchste Punkt in der Umrahmung des Fotschertals. Entwässert wird das Tal durch den Fotscher Bach, der bei Sellrain in die Melach mündet. Dauernd bewohnter Siedlungsraum findet sich nur im nördlichen Eingangsbereich des Tales. Der innere Teil des Fotschertals ist Teil des Ruhegebietes Kalkkögel.

## Tourismus
Das Tal ist bis zur Potsdamer Hütte durch einen Fahrweg erschlossen, der bis zu einem Parkplatz kurz unterhalb des Alpengasthof Bergheim Fotsch (1464 m ü. A.) mit Ausnahme der Rodelsaison öffentlich befahrbar ist. Das Tal ist vor allem bei Tagestouristen ein beliebtes Wander-, Rodel- und Skitourengebiet. Unterkunft und Verpflegung finden diese im Alpengasthof Bergheim Fotsch und auf der 2009 m ü. A. hoch gelegenen Potsdamer Hütte der Sektion Dinkelsbühl des Deutschen Alpenvereins. Beliebte Wanderziele sind der Schaflegerkogel (2405 m ü. A.), das Fotscher Windegg (2577 m ü. A.), der Rote Kogel (2832 m ü. A.) oder auch das Schwarzhorn (2812 m ü. A.). Die beiden Dreitausender Hohe Villerspitze (3087 m ü. A.) und Lüsener Villerspitze (3027 m ü. A.) verlangen hingegen Kletterei im 2. Schwierigkeitsgrad der UIAA-Skala. Ebenfalls beliebt sind die Jochübergänge in die drei benachbarten Täler, diese sind im Osten das Senderstal, im Südosten das Oberbergtal und im Westen das Lüsenstal.
Das Fotschertal ist bereits seit Beginn des vorigen Jahrhunderts ein beliebtes Sommerfrischegebiet, wie auch zahlreiche ältere Schihütten (z. B. Akademikerhütte, Fotscherhütte) im mittleren Teil des Tals zeigen. Es verwundert daher nicht, dass bei der Planung der Sellraintalbahn eine Trasse gewählt wurde, die bezogen auf die Siedlungsgeographie des Sellraintals ungünstig gewählt erscheint. Um die touristischen Ziele besser zu erschließen und die Schlucht des unteren Sellraintals zu umfahren, sollte nämlich die Bahn hoch über dem Talboden gebaut werden und hätte damit in einer weiten Schleife auch das Fotschertal (im Bereich der Eisbrücke) erschlossen. Diese Planung wurde aber nicht umgesetzt. Stattdessen führt eine im Sommer bis zum Alpengasthof Bergheim Fotsch befahrbare Straße ins Tal – mit allen Vor- und Nachteilen für den touristischen Wert des Tals. Der Skiclub Innsbruck besitzt im Fotschertal ebenfalls eine Hütte (Fotscherhütte), die im Winter von Vereinsmitgliedern als Tourengeherhütte und im Sommer von Vereinsmitgliedern zur Erholung genutzt wird.

## Klima
Das nach Norden offene Fotschertal liegt zwar etwas im Schutz der Nördlichen Kalkalpen, ist aber dennoch weniger von kontinentalen Einflüssen geprägt wie andere Täler in den Zentralalpen, wie etwa das Ötztal. Etwas begünstigt wird das Klima im Fotschertal durch den Einfluss des Föhns.

## Vegetation
Im vorderen und tieferen Teil des Tales überwiegen dichte Fichtenwälder, die ab einer Höhe von 1500 m ü. A. zunehmend von Zirben abgelöst werden. Legföhren (Latschen) finden sich im Fotschertal, etwa im Gegensatz zu den Nördlichen Kalkalpen, nur an wenigen Standorten. Die Waldgrenze im Fotschertal ist heute durch den Einfluss des Menschen tiefer als sie ursprünglich war. Die Ursachen dafür sind einerseits die intensive Almwirtschaft, andererseits Holzschlägerungen für die Saline Hall.

## Geologie
Geologisch gehört das Fotschertal dem Kristallin der Stubaier und Ötztaler Masse an. Vorherrschende Gesteine im Tal sind Gneise, Glimmerschiefer und Amphibolite. Das Tal ist durch die eiszeitlichen Gletscher stark überprägt worden. Besonders im rückwärtigen Teil ist das Tal als typisches U-förmiges Trogtal ausgebildet. Ebenfalls Relikte der Eiszeit sind einige Seen.

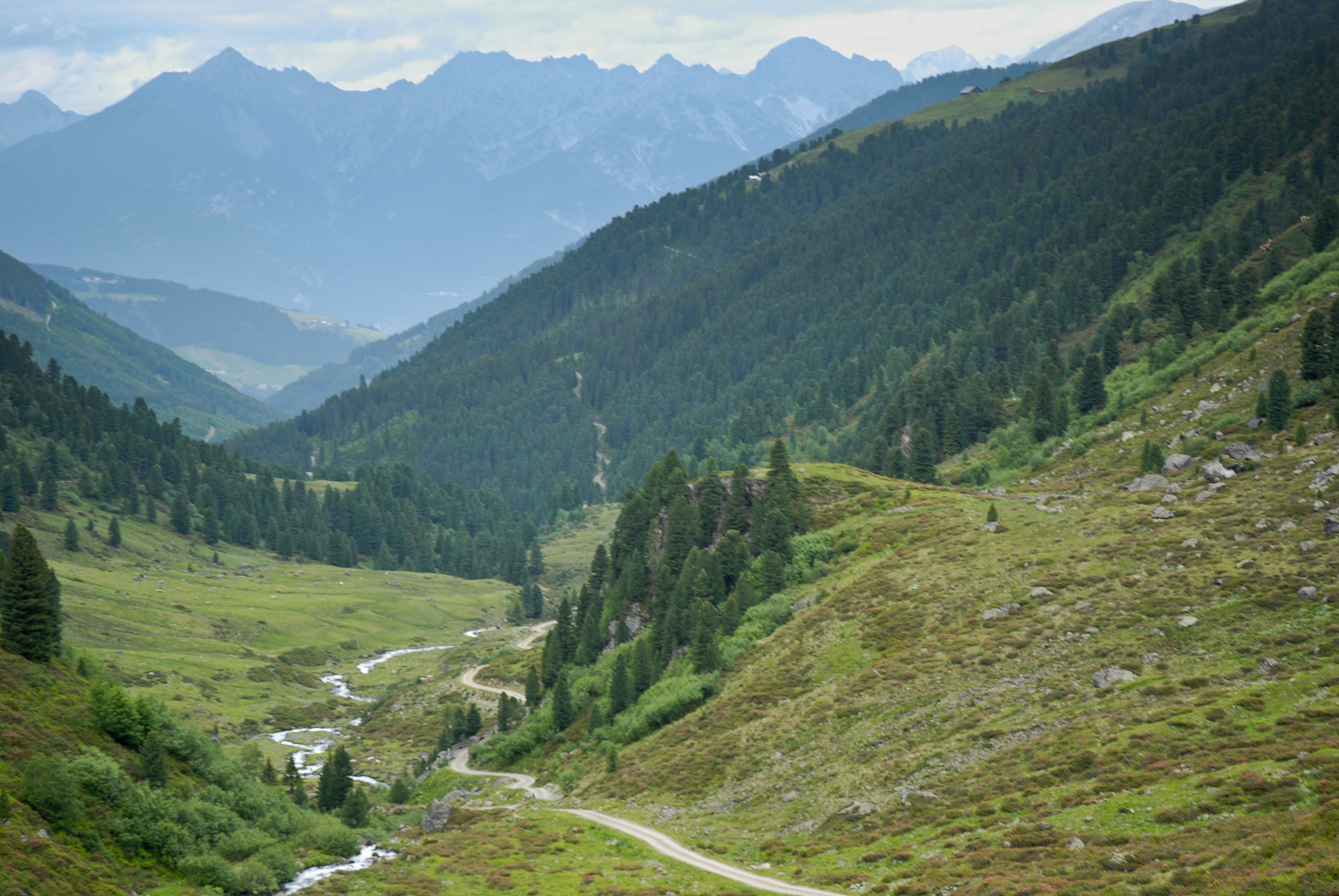
Die Kuppe des Rieglschrofens, ein mesolithischer Fundplatz

## Archäologie
Am Beginn der 2000er Jahre sind im Fotschertal einige mittelsteinzeitliche Fundstellen bekannt geworden. So wurde auf dem Fahrweg kurz vor der Potsdamer Hütte eine mesolithische Pfeilspitze gefunden, die wahrscheinlich aus den darüber liegenden Hängen eingeschwemmt wurde. Ein weiter Fundplatz ist der Ullafelsen, eine Geländekuppe mit einer Höhe von 1867 m ü. A. Höhe. Ein dritter Fundplatz wurde oberhalb der verfallenen Kaseralm entdeckt und zum Teil auch ausgegraben.
Der Fundplatz am Ullafelsen, bei Einheimischen Rieglschrofen genannt, wurde von der Universität Innsbruck unter der Leitung von Professor Dieter Schäfer systematisch ausgegraben und genau erforscht. Die dort gefunden steinzeitlichen Geräte stammen aus dem Mesolithikum und besitzen ein Alter von etwa 10.000 Jahren. Das Material, aus dem die Geräte bestehen, stammt aus einem großen Gebiet vom Monte Baldo am Gardasee bis zum süddeutschen Raum.